# Microgramma dictyophylla
Microgramma dictyophylla là một loài thực vật có mạch trong họ Polypodiaceae. Loài này được (Kunze ex Mett.) de la Sota mô tả khoa học đầu tiên năm 2007.